# Chiesa di Danimarca

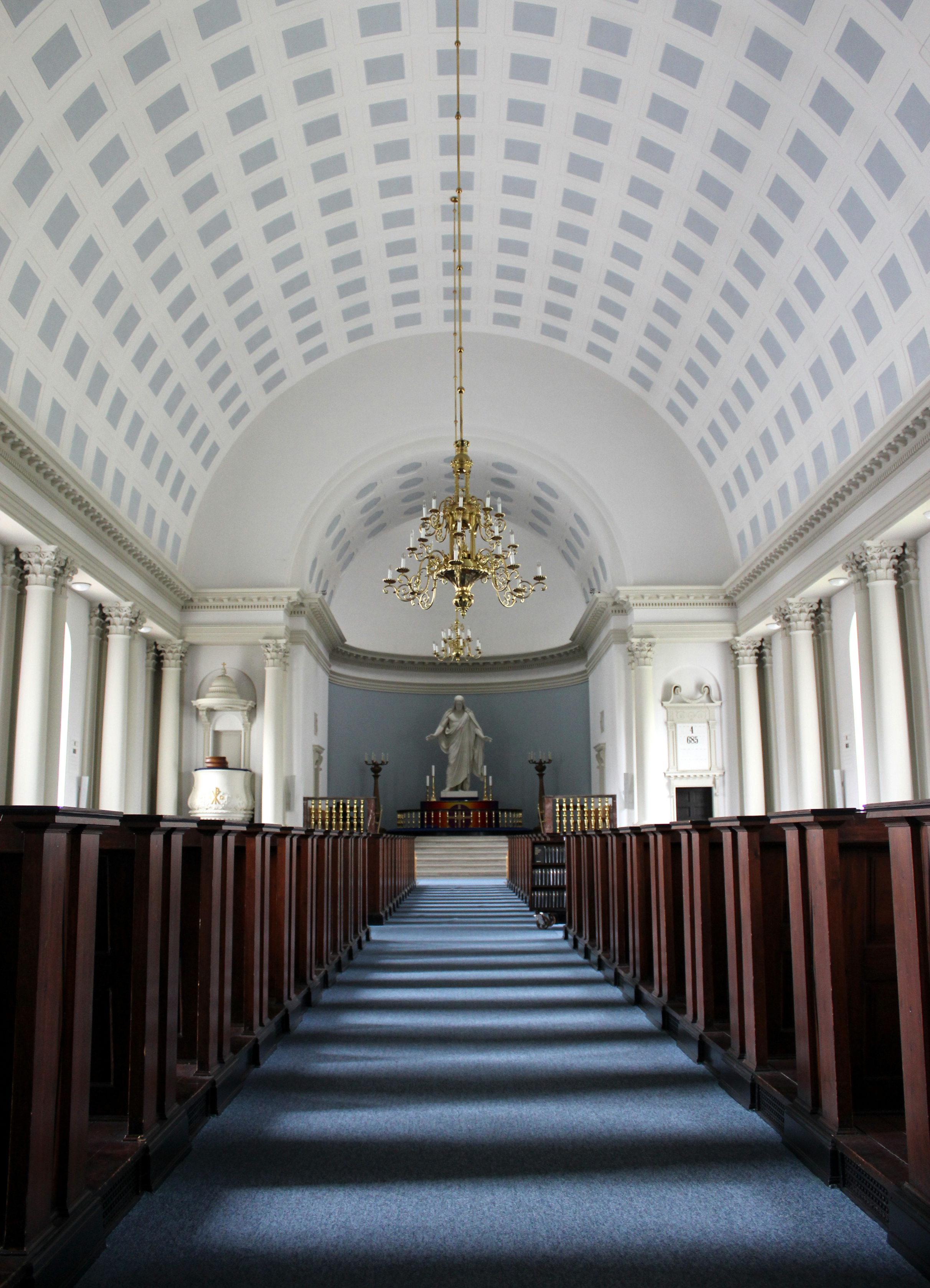
L'interno della Kristkirken a Kolding

Stati con Chiese appartenenti alla Comunione di Porvoo. Le Chiese della Comunione anglicana sono contrassegnate da nomi in blu o viola, le Chiese luterane del nord da nomi rossi

La Chiesa di Danimarca, denominata anche Chiesa evangelica-luterana della Danimarca o Chiesa nazionale danese ((DA)  Den Danske Folkekirke o Folkekirken, letteralmente Chiesa del popolo danese), è la Chiesa nazionale danese.
Al 1º gennaio 2023, si dichiarava appartenente alla Chiesa di Danimarca il 72,1%; benché il numero degli aderenti sia in progressiva diminuzione, rappresenta la religione prevalente nel Regno di Danimarca.

## Storia
Fondata nel 1536, è una Chiesa luterana, membro della Federazione luterana mondiale e della Comunione di Porvoo.

## Rapporti tra Stato e Chiesa
Per la Costituzione danese, la Chiesa di Danimarca è la religione di Stato, pur essendo garantita la libertà religiosa.
La Chiesa è finanziata dallo Stato Danese. Hanno ruoli nella Chiesa il Sovrano di Danimarca, il Ministro per gli affari di culto (Minister for Ligestilling og Kirke) e il Parlamento. A livello teologico, non è prevista la figura di un Primate; le posizioni dottrinali sono espresse dai vescovi.

## Organizzazione
La Chiesa è strutturata in 11 diocesi.
Nel 1993, alle 10 diocesi storiche in Danimarca si è aggiunta la Diocesi della Groenlandia. Nel 2007 la Diocesi delle Isole Fær Øer è divenuta una Chiesa nazionale indipendente.
| Diocesi (dan. Stift) | Vescovo e anno di elezione    | Fedeli  | sede vescovile                     |
| -------------------- | ----------------------------- | ------- | ---------------------------------- |
| Aalborg              | Thomas Rasmussen (2021)       | 451 774 | Cattedrale di San Botulfo          |
| Fionia               | Mads Davidsen (2023)          | 406 567 | Cattedrale di San Canuto           |
| Haderslev            | Marianne Christiansen (2013)  | 396 852 | Cattedrale di Nostra Signora       |
| Helsingør            | Peter Birch (2021)            | 712 601 | Cattedrale di Sant'Olav            |
| Copenaghen           | Peter Skov-Jakobsen (2009)    | 465 970 | Cattedrale di Nostra Signora       |
| Lolland-Falster      | Marianne Gaarden (2017)       | 90 864  | Cattedrale di Nostra Signora       |
| Ribe                 | Elof Westergaard (2014)       | 315 514 | Cattedrale di Nostra Signora Maria |
| Roskilde             | Ulla Thorbjørn (2022)         | 589 476 | Cattedrale di Roskilde             |
| Viborg               | Henrik Stubkjær (2014)        | 366 408 | Cattedrale di Nostra Signora       |
| Århus                | Henrik Wigh-Poulsen (2015)    | 658 440 | Cattedrale di San Clemente         |
| Groenlandia          | Paneeraq Siegstad Munk (2020) | 33 000  | Cattedrale del Salvatore           |

## Posizioni teologiche
Il sacerdozio femminile, che costituisce una questione già dibattuta nel 1920, è stato ammesso nel 1948, nonostante una forte resistenza del clero.
L’episcopato femminile è stato ammesso nel 1995, con la nomina di Lise-Lotte Rebel a vescovo della Diocesi di Helsingør.
Il matrimonio religioso fra persone dello stesso sesso è stato introdotto nel giugno 2012; la legge ammette l'obiezione di coscienza per i pastori contrari alla nuova disciplina.

## Chiese nazionali del Nord Europa di tradizione luterana
- Chiesa di Svezia - Svenska kyrkan
- Chiesa di Norvegia - Den Norske kirke
- Chiesa nazionale d'Islanda - Þjóðkirkjan
- Chiesa evangelica luterana di Finlandia - Suomen evankelis-luterilainen kirkko, (SV) : Evangelisk-lutherska kyrkan i Finlandia
- Chiesa delle Fær Øer - Hin føroyska fólkakirkjan